# Keskastel
Keskastel là một xã trong tỉnh Bas-Rhin, thuộc vùng Grand Est của nước Pháp, có dân số là 1470 người (thời điểm 2005).

## Thông tin nhân khẩu
| 1962  | 1968  | 1975  | 1982  | 1990  | 1999  |
| ----- | ----- | ----- | ----- | ----- | ----- |
| 1.306 | 1.366 | 1.297 | 1.316 | 1.362 | 1.438 |